# Сафавидски Иран
Сафавидски Иран или Сафавидска Персија, такође и Сафавидско царство, било је једно од највећих и дуготрајних иранских империја након муслиманског освајања Персије у 7. веку, којом је од 1501. до 1736. године владао династија Сафавида. Често се сматра почетком модерне иранске историје, као и једном од барутних империја. Сафавидски шах Исмаил I успоставио је дванаесточлану деноминацију шиитског ислама као званичну религију царства, означивши једну од најважнијих прекретница у историји ислама.
Иранска династија Сафавида укорењена је у суфијском реду Сафавида који су основали курдски шеици.
Чланови династије су често супали у брак са туркоманским, грузијским, черкеским, и понтским грчким племством и великодостојницима. Били су говорници турског и потурчени. Из своје базе у Ардабилу, Сафавиди су успоставили контролу над деловима Великог Ирана и поново потврдили ирански идентитет региона, чиме су постали прва домородачка династија од периода владавине Бујида која је успоставила националну државу званично познату као Иран.
Сафавиди су владали од 1501. до 1722. (доживели су кратку рестаурацију од 1729. до 1736. и 1750. до 1773.) и, на свом врхунцу, контролисали су сав данашњи Иран, Републику Азербејџан, Бахреин, Јерменију, источну Грузију, делове Северног Кавказа укључујући Русију, Ирак, Кувајт и Авганистан, као и делове Турске, Сирије, Пакистана, Туркменистана и Узбекистана.
Упркос паду са власти 1736. године, наслеђе које су оставили за собом је оживљавање Ирана као економског упоришта између Истока и Запада, успостављање ефикасне државе и бирократије засноване на „проверама и равнотежама“, оствареним архитектонским иновацијама и покровитељству за новчане казне. уметности. Сафавиди су такође оставили траг до садашњег доба успостављањем дванаесторице шиизма као државне религије Ирана, као и ширењем шиитског ислама у већим деловима Блиског истока, централне Азије, Кавказа, Анадолије, Персијског залива и Месопотамије.

## Галерија
- Једна од првих акција које је извео шах Исмаил I из династије Сафавида било је проглашење дванаесточлане деноминације шиа ислама званичном религијом његовог новооснованог Персијског царства, што је изазвало религијске тензије.[16]
- Део Сафавидског Персијског царства (десно), Отоманског царства и Западне Азије уопште, Емануел Бовен, 1744–52.
- Персијска минијатура која приказује поло утакмицу